# Гартмут Бальдамус
Гартмут Бальдамус (нім. Hartmuth Baldamus; 10 серпня 1891, Дрезден, Німецька імперія — 14 квітня 1917, Сент-Марі-а-Пі, Франція) — німецький льотчик-ас, лейтенант Саксонської армії.

## Біографія
Після початку Першої світової війни вступив в авіацію. З 20 березня 1915 року літав у складі 20-го польового льотного дивізіону, де отримав звання єфрейтора. З березня по липень 1916 року здобув п'ять перемог, імовірно над дво- і одномісними розвідниками. 20 вересня 1915 року отримав офіцерське звання. 27 серпня 1916 року переведений в 5-ту винищувальну ескадрилью, де літав на винищувачах. В жовтні 1916 року переведений в 9-ту винищувальну ескадрилью.
17 квітня 1917 року зіткнувся у повітрі з французьким винищувачем Nieuport, пілотованим капралом Сімоном, над Сент-Марі-а-Пі. Це була його 18-та перемога, під час якої Бальдаміс загинув. Його могила знаходиться на цвинтарі Johannisfriedhof у Дрездені.

## Нагороди
- Залізний хрест 2-го і 1-го класу
- Орден Альберта (Саксонія), лицарський хрест 2-го класу з мечами (1915)
- Королівський орден дому Гогенцоллернів, лицарський хрест з мечами (8 січня 1917) — представлений за 6 перемог; на момент отримання нагороди вже здобув 10 перемог.